# Windows Live Groups
Windows Live Groups (ook wel: Windows Live Groepen) is een dienst van Windows Live waarmee men met gebruik van een Windows Live ID en de contactpersonen daarvan groepen kan creëren. Vervolgens kan via Groepen of Windows Live Messenger gecommuniceerd worden. De nieuwste Windows Live Messenger heeft een extra Groups-functie waarmee dat mogelijk is.
Groups is niet te verwarren met de oude dienst van MSN: MSN Groups, waar Microsoft in februari 2009 mee stopte.  De MSN Groups waren meer geschikt voor grotere groepen. De meeste functies van MSN Groups zijn terug te vinden in Windows Live Groups. Oude MSN Groups-gebruikers kunnen met hun Windows Live ID van de andere Windows Live-diensten gebruikmaken.
Om een groep te kunnen maken of er lid van te worden, is een Windows Live ID benodigd.